# Ruta Nacional 25C (Colombia)
La Ruta Nacional 25C fue una ruta colombiana de tipo Troncal que iniciaba en sitio T de Hatillo (municipio de Barbosa), departamento de Antioquia saliendo del tramo 6205 de la Ruta Nacional 62 y finalizaba en el municipio de Caucasia, departamento de Antioquia donde cruzaría con el tramo 2512 de la Ruta Nacional 25. Era una ruta que atravesaría Antioquia paralela a la Troncal de Occidente (hacia el este) y la Ruta Nacional 25. 

## Antecedentes
La ruta fue establecida en la Resolución 3700 de 1995 y eliminada por la Resolución 339 de 1999 donde sus tramos ahora forman parte de la Red Vial Secundaria del departamento de Antioquia.         

### Ruta eliminada o anterior[1]
| Código | Tipo  | Recorrido              | Situación Actual |
| ------ | ----- | ---------------------- | --- |
| 25C01  | Tramo | T. de Hatillo - Amalfi | - 6205 Tramo de la Ruta Nacional 62 - 62AN21 Carretera Secundaria Departamental (Porcesito - Puente Gavino) - 62AN21-1 Carretera Secundaria Departamental (Puente Gavino - El Guayabo) - 62AN21-1-2 Carretera Terciaria Departamental (El Guayabo - El Salto) - Carreteable (El Salto - Cruce 25AN12-1-1) - 25AN12-1-1 Carretera Secundaria Departamental (Cruce - El Mango) - 62AN21-2-1 Carretera Secundaria Departamental (El Mango - Amalfi) |
| 25C02  | Tramo | Amalfi - Zaragoza      | - 62AN21-4 Carretera Terciaria Departamental (Amalfi - Playas) - 62AN21 Carretera Secundaria Departamental (Playas - Vegachí) - 62AN21-5 Carretera Secundaria Departamental (Vegachí - Remedios) - 25AN17-2 Carretera Secundaria Departamental (Remedios - Zaragoza) |
| 25C03  | Tramo | Zaragoza - Caucasia    | - 25AN17 Carretera Secundaria en Concesión ANI |

## Recorrido por municipios
Las ciudades y municipios por los que recorre la ruta son los siguientes:
Convenciones:
- Fondo Azul : Recorrido actual.
- Fondo Gris : Recorrido anterior.
- Negrita: Cabecera municipal.
- Texto azul: Ríos.
- Texto verde: Parques nacionales.

| Tramo | Municipio          | Recorrido | Departamento |
| ----- | ------------------ | --- | ------------ |
| 25C01 | Barbosa            | T de Hatillo; Barbosa.                                                                                                  | Antioquia    |
| 25C01 | Santo Domingo      | Porcesito; Puente Gavino.                                                                                               | Antioquia    |
| 25C01 | Santa Rosa de Osos | La Clara. | Antioquia    |
| 25C01 | Gómez Plata        | La Estrella; Gómez Plata; El Guayabo (Acceso 62AN21-1 a Carolina del Príncipe); El Salto (Acceso 62AN21-1 a Guadalupe). | Antioquia    |
| 25C01 | Guadalupe          | El Machete; Barrio Nuevo (Cruce 25AN12-1-1 ).                                                                           | Antioquia    |
| 25C01 | Amalfi             | El Mango; Amalfi. | Antioquia    |
| 25C02 | Amalfi             | Amalfi; Aeropuerto de Almafi; Chorritos (Acceso 62AN21-4-1 a Santa Isabel); Portachuelo.                                | Antioquia    |
| 25C02 | Vegachí            | Bellavista. | Antioquia    |
| 25C02 | Yalí               | San Jorge; Playas. | Antioquia    |
| 25C02 | Vegachí            | Vegachí; El Tigre. | Antioquia    |
| 25C02 | Remedios           | San Cristóbal; Santa Isabel; Los Lagos; Remedios.                                                                       | Antioquia    |
| 25C02 | Segovia            | La Cruzada (Acceso 25AN17-2-2 a Segovia); El Chispero; Puerto Calavera; Laureles; Fraguas.                              | Antioquia    |
| 25C02 | Zaragoza           | El Cristo; El Saltillo; El 20; La Aurora; Las Claritas; La Porquera; Zaragoza.                                          | Antioquia    |
| 25C03 | Zaragoza           | Zaragoza; Escarralao; Río Cuturu Villajual.                                                                             | Antioquia    |
| 25C03 | Caucasia           | Puerto Triana; Cacerí; Río Cacerí; Puerto Gloria; Santo Domingo; Río Cauca; Caucasia.                                   | Antioquia    |

## Concesiones y proyectos
Si bien la Ruta Nacional 25C fue eliminada, hay tramos existentes que se encuentran como parte de proyecto y en concesión don el INVIAS y la ANI, entre ellos son:

### Concesiones y proyectos actuales
| Código | Sector              | Tipo          | Cód. proyecto | Nombre Proyecto           | Concesionaria                            | Unidad Funcional | Etapa        | PR Inicial | PR Final | Longitud km. |
| ------ | ------------------- | ------------- | ------------- | ------------------------- | ---------------------------------------- | ---------------- | ------------ | ---------- | -------- | ------------ |
| 25AN17 | Zaragoza - Caucasia | Concesión ANI | 4G007         | Autopistas Conexión Norte | Concesión Autopistas del Nordeste S.A.S. | UF 2             | Construcción | NA         | NA       | NA           |